# Amalie Winter

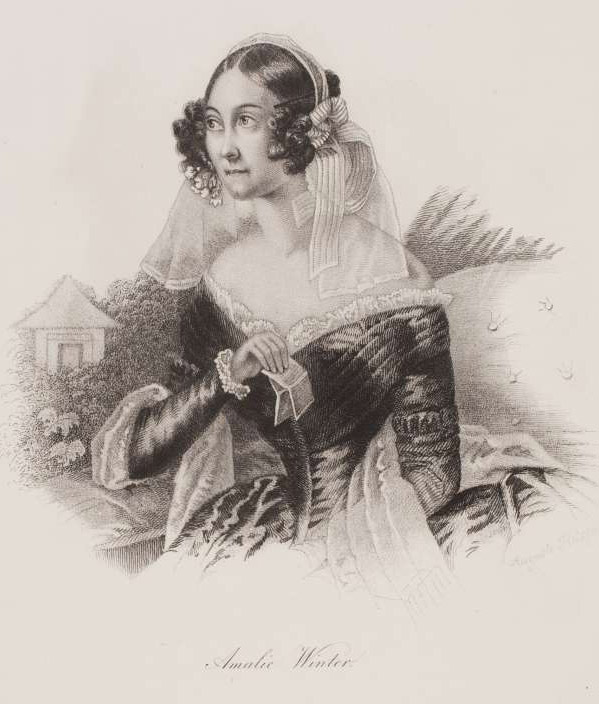
Amalie Winter, Stahlstich von Auguste Hüssener.

Amalie Winter, geboren als Amalie Karoline Charlotte Wilhelmine Henriette von Seebach, verehelicht als Amalie Freifrau von Groß, (* 10. Oktober 1802 in Weimar; † 13. Juni 1879 ebenda) war eine deutsche Schriftstellerin.

## Leben
Amalies Mutter war Henriette Sophie Wilhelmine geb. von Stein-Nordheim (1773–1817), ihr Vater war der Oberstallmeister und Generalmajor Friedrich Johann Christoph Heinrich von Seebach. Die Schriftstellerin Charlotte von Ahlefeld geb. von Seebach (1777–1849) war eine Schwester des Vaters.
Bereits in jungen Jahren machte Amalie Bekanntschaft mit Johann Wolfgang von Goethe und wurde durch diesen Kontakt geprägt. Am 10. Oktober 1821 heiratete sie den späteren großherzoglich sächsischen Kammerherren und Geheimen Finanzrat Ludwig von Groß (* 15. Juli 1793; † 13. April 1857). Ihr ältester Sohn war der großherzoglich-weimarische Staatsminister Rudolf Gabriel von Gross. Der jüngere Sohn Siegfried Wilhelm Gabriel (* 26. Januar 1824; † 1850) wurde k. k. Leutnant im 2. österreichischen Husarenregiment „König Ernst August von Hannover“. Die Tochter Melanie Gabriele Freiin von Groß (* 5. November 1834; † 1907) blieb unverheiratet.
Im Alter von 27 Jahren veröffentlichte Amalie von Groß erste Texte in der Weimarer Zeitschrift Chaos (1829–1832), die von Ottilie von Goethe herausgegeben wurde. Ab 1838 veröffentlichte sie als Amalie Winter Erzählungen und Kinder- und Jugendliteratur; zudem verfasste sie zwei didaktisch-pädagogische Werke mit den Titeln Die Klein-Kinder-Schule (1846) und Die Kindesseele in ihrer tiefinnersten Ergründung (1855). Darüber hinaus war sie als Übersetzerin tätig und übertrug etwa Lady Blessingtons Wanderungen in Italien (1841), Thomas de Quinceys Bekenntnisse eines Opiumessers (1840) und Lady Charlotte Burys Memoiren einer Pairin von England zu Fox Zeiten (1840) vom Englischen ins Deutsche.

## Werke (Auswahl)
- Arlequin: Déclaration dʼamour, dans les formes. In: Chaos Nro. 9 im November 1829, S. 1f.; nachgedruckt in Chaos. Herausgegeben von Ottilie von Goethe unter Einschluss der Fortsetzungen Création und Creation. Reinhard Fink, Das Chaos und seine Mitarbeiter. Verlag Herbert Lang, Bern 1968 (DNB 572591020), S. 33f.
- Deutsche Lebensbilder. Novellen. 2 Bände, Leipzig 1838. (Erster Band, Zweiter Band)
- Das Chaos, eine Zeitschrift in Weimar, 1830, 1831. In: Weimarʼs Album zur vierten Säcularfeier der Buchdruckerkunst am 24. Juni 1840. Weimar o. J., S. 205‒224.
- Aus den Memoiren einer Unvermählten. In: Zeitung für die elegante Welt 1841, Nr. 174, S. 693‒695, bis Nr. 187, S. 745‒747.
- Almas Wäldchen. Lebensbild für Kinder von 6 bis 19 Jahren. Baumgärtner, Leipzig 1843. (Digitalisat)
- Memoiren einer Berliner Puppe für Kinder von fünf bis zehn Jahren und für deren Mütter. Baumgärtner, Leipzig 1844. (Digitalisat)
- Novellenkranz. Drei Teile. Leipzig 1844–1846. (Erster Theil)
- Die Kinder und die Engel. Ein nutzbares Lese- und Bilderbuch für Knaben und Mädchen von fünf bis zehn Jahren. Baumgärtner, Leipzig 1845. (Digitalisat)
- Freundschaft zwischen Kindern und Thieren oder Kinder, liebet die Thiere, denn sie gewähren euch Freude und Nutzen. Ein nutzbares Lese- und Bilderbuch für Knaben und Mädchen von fünf bis zwölf Jahren. Baumgärtner, Leipzig 1846. (Digitalisat)
- Die kleinen Lazzaroni von Neapel. Simion, Berlin 1846. (Digitalisat)
- Die Deportirten in Australien. Berlin 1847. (Digitalisat)
- Die Lilienkönigin oder Kinder und Blumen. Für Kinder von 5 bis 10 Jahren. Baumgärtner, Leipzig 1848.
- Räthselbuch mit Lösungen in Bildern. Bagel, Wesel 1850. (Digitalisat)
- Leben und Schicksale des Katers Rosaurus, oder die kleine Prinzessin und ihre Katze. Baumgärtner, Leipzig 1851. (Digitalisat)
- Das Buch von der Schwalbe. Für Kinder von 8–12 Jahren. Heckenast, Pesth 1852. (Digitalisat)
- Wunder und Märchen des neunzehnten Jahrhunderts. Lebensbilder aus der Gesellschaft. Chr. E. Kollmann, Leipzig 1856.  (Digitalisat)
- Die Welt ist ehrlich! Lustspiel in 3 Akten. Frei nach dem Französischen. Michaelson, Berlin 1869.